# Saʿeb Tebrizi
Saʿeb Tebrizi, pers. صائب تبریزی (właściwie: Mirza Mohammad Ali Tebrizi), ur. ok. 1592 w Tebrizie - zm. 1676 w Isfahanie – perski poeta epoki Safawidów, czołowy przedstawiciel stylu indyjskiego.

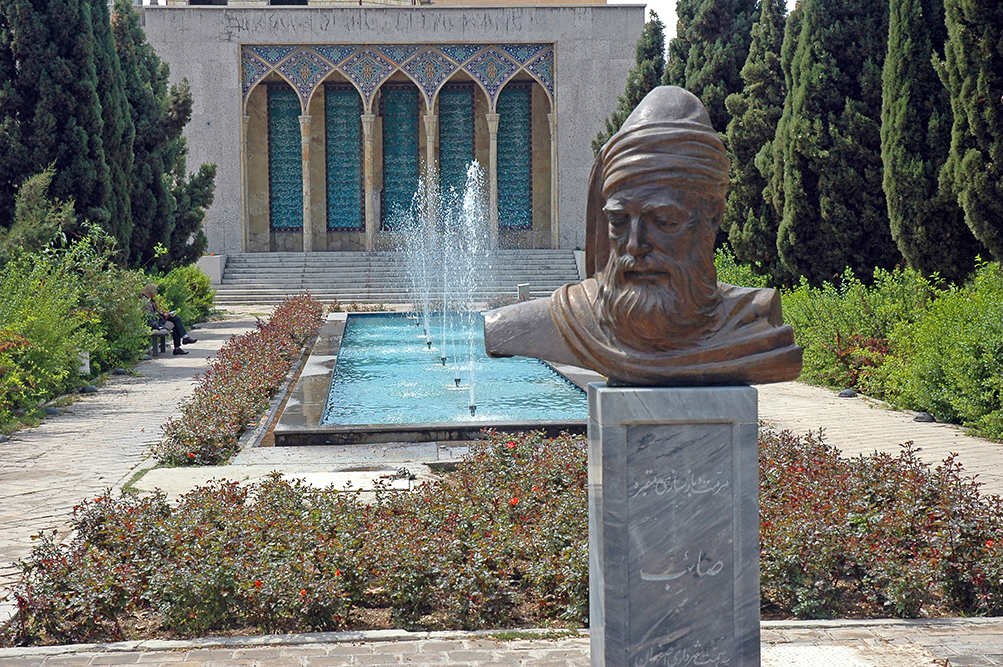
Mauzoleum Saʿeba wraz z jego popiersiem

Był synem bogatego kupca, który został przesiedlony z Tebrizu do Isfahanu przez szacha Abbasa (1587–1629), i to tam Saʿeb wychował się i rozpoczął działalność literacką. Jak wielu perskich poetów tej epoki uznał, że dwór Wielkich Mogołów oferuje większe możliwości robienia kariery i w 1624/25 wyruszył do Indii. Po drodze nawiązał przyjaźń z namiestnikiem Kabulu, Ahsan Allahem Zafar Chanem, który został jego patronem. Chociaż w 1628 wraz z Zafar Chanem odwiedził dwór Szahdżahana (1628–1658), to wydaje się że wbrew późniejszej tradycji nie doczekał się z rąk cesarza żadnych szczególnych łask. W 1632, kiedy Zafar Chan został namiestnikiem Kaszmiru, na wezwanie swojego ojca powrócił do Iranu.
Pobyt w Indiach pomógł mu w ustaleniu reputacji czołowego poety epoki, ale resztę swoich dni spędził w Isfahanie, czasami tylko odwiedzając inne miasta Iranu. Abbas II (1642–1666) nadał mu godność poety–laureata (malek–asz–szoara), Saʿeb jednak nie osiadł w pałacu, chociaż pozostawał w przyjacielskich stosunkach z kolejnymi szachami, o czym świadczą pisane na ich cześć panegiryki. Niemniej wydaje się nieprawdopodobne by polegał na królewskim patronacie – korzystał raczej z odziedziczonego majątku oraz popularności swojej poezji wśród isfahańskiej elity. Maleho Samarghandi opisuje dom Saʿeba jako jeden z największych w mieście. Został pochowany w ogrodzie w pobliżu Meczetu Lonban w Isfahanie, gdzie w 1967 zbudowano jego mauzoleum.
Jego dywan zawiera ok. 75 tys. wersów, co czyni go jednym z najpłodniejszych poetów w historii perskiej literatury. Poza pojedynczym masnawi, grupą mniej więcej pięćdziesięciu kasyd oraz pewną liczbą innych wierszy ogromna większość jego dorobku to gazele, których zachowało się ok. 7 tys. Był mistrzem tego gatunku i to właśnie on zapewnił mu nieprzemijającą sławę. Według Jana Rypki w jego lirykach „przeważa raczej nie uczucie, lecz intelekt, pomysłowość, doświadczenie i konkretna obserwacja”. Chociaż poszerza krąg lirycznych motywów tematycznych, to jednak istotę poetyckości widzi przede wszystkim w subtelności tworzywa słownego. Najbardziej znane pozostają jego figury myślowe, ceni się go również za umiejętność tworzenia nowych obrazów i metafor. Znał świetnie całą perską poezję „i tym jego zainteresowaniom, a zarazem doskonałemu znawstwu i wytrawnemu smakowi, zawdzięczamy przepiękną antologię poetycką, z której korzystały jeszcze liczne późniejsze generacje”. Oprócz wierszy w języku perskim znanych jest około dwudziestu jego wierszy napisanych w tureckim dialekcie Tebrizu.
Już za swojego życia Saʿeb cieszył się sławą w całym perskojęzycznym świecie, przy czym wywarł również wpływ na ówczesną poezję turecką. O ile jednak w Indiach i Azji Środkowej jego reputacja pozostała nienaruszona jeszcze w XIX wieku, o tyle w Iranie, w którym pod koniec XVIII zaczął dominować neoklasyczny styl bazgaszt, poezja Saʿeba zaczęła być traktowana jak relikt minionej epoki. Dopiero po upadku Kadżarów zdobyto się na bardziej obiektywną ocenę jego twórczości, chociaż pozostaje ona kontrowersyjna.